# Рейчик, Филип
Фи́лип Ре́йчик (пол. Filip Rejczyk; родился 20 апреля 2006, Сталёва-Воля) — польский футболист, полузащитник клуба «Шлёнск».

## Клубная карьера
Выступал в футбольных академиях клубов «Сталь» и «Профи Зелёнки». В 2019 году присоединился к академии варшавского клуба «Легия». 21 июля 2023 года дебютировал в основном составе «Легии» в матче Экстракласа против клуба ЛКС.

## Карьера в сборной
Выступал за сборные Польши до 16 и до 17 лет.
В мае 2023 года в составе сборной Польши до 17 лет сыграл на юношеском чемпионате Европы в Венгрии, забив гол в ворота сборной Сербии в четвертьфинальном матче.